# Волкова Ольга Володимирівна (фристайлістка)
О́льга Володи́мирівна Во́лкова (нар. 5 липня 1986 року в Миколаєві) — українська фристайлістка, майстер спорту міжнародного класу.

## Життєпис
Перший тренер — В'ячеслав Валентинович Германсон. Він познайомився з нею на уроці фізкультури, коли Волкова ще навчалася у п'ятому класі. Через декілька років занять її тренером став Кобельник Юрій Михайлович. У віці 17 років потрапила до складу збірної України. У великому спорті з 2004 року. Учасниця двох Олімпіад (2006 — Турин, 2010 — Ванкувер) і чотирьох чемпіонатів світу починаючи з 2005 року. До 2011 р. вигравала тільки етапи кубка Європи. У 2011 стала бронзовою і срібною призеркою етапів Кубка світу. У підсумковому заліку стала третьою на Кубку світу сезону 2010—2011. Виграла бронзову медаль чемпіонату світу 2011 року. Ця нагорода стала першою в історії незалежної України у цьому виді спорту.
Національний олімпійський комітет України назвав Ольгу Волкову найкращим спортсменом України, а її тренера Юрія Кобельника — найкращим тренером України в лютому 2011 року.
У наступному сезоні тричі підіймалася на п'єдестали пошани і знову була третьою у заліку з акробатики в Кубку світу 2011—2012. 15 січня 2012 року на першому етапі цього Кубка світу Ольга Волкова виборола золото, що стало першим і наразі єдиним на етапах Кубків світу для українських фристайлісток. Цього ж року на піку спортивної кар'єри Ользі Волковій лікарі поставили діагноз — лейкоз 4-го ступеню. Після довгого лікування спортсменка поборола онкологічну хворобу і наприкінці 2013 року повернулась до виступів. Однак напередодні Олімпіади 2014 року у спортсменки виник конфлікт з головним тренером збірної Юлією Фоміних, через що Ольга Волкова була відсторонена зі збірної України. Після цього вона завершила спортивну кар'єру. Працює фітнес-інструктором в одному з миколаївських клубів.

### Особисте життя
2015 року вийшла заміж за фристайліста Олександра Абраменка, що у 2018 році став першим для України олімпійським чемпіоном з фристайлу. 2018-го ЗМІ повідомляли, що Олександр зустрічається з російською фристайлісткою Олександрою Орловою.

## Результати
Олімпійські ігри
| № | Дата       | Місце                                 | Дисципліна | Результат |
| - | ---------- | ------------------------------------- | ---------- | --------- |
| 1 | 22/02/2006 | Зимові Олімпійські ігри 2006 Турин    | Акробатика | 13        |
| 2 | 24/02/2010 | Зимові Олімпійські ігри 2010 Ванкувер | Акробатика | 14        |

Чемпіонати світу
| № | Дата       | Місце                                                 | Дисципліна | Результат |
| - | ---------- | ----------------------------------------------------- | ---------- | --------- |
| 1 | 18/03/2005 | Чемпіонат світу з фристайлу 2005 Рука                 | Акробатика | 18        |
| 2 | 10/03/2007 | Чемпіонат світу з фристайлу 2007 Мадонна-ді-Кампільйо | Акробатика | 11        |
| 3 | 04/03/2009 | Чемпіонат світу з фристайлу 2009 Інавасіро            | Акробатика | 8         |
| 4 | 04/02/2011 | Чемпіонат світу з фристайлу 2011 Дір-Веллі            | Акробатика | 3         |

Подіуми на етапах КС
| № | Дата       | Місце        | Дисципліна | Результат |
| - | ---------- | ------------ | ---------- | --------- |
| 1 | 29/01/2011 | Калгарі      | Акробатика | Срібло    |
| 2 | 12/02/2011 | Москва       | Акробатика | Бронза    |
| 3 | 15/01/2012 | Монт-Габріел | Акробатика | Золото    |
| 4 | 29/02/2012 | Калгарі      | Акробатика | Срібло    |
| 5 | 17/02/2012 | Крайшенберг  | Акробатика | Бронза    |

Подіуми на етапах КЄ
| № | Дата       | Місце       | Дисципліна | Результат |
| - | ---------- | ----------- | ---------- | --------- |
| 1 | 14/03/2011 | Буковель    | Акробатика | Бронза    |
| 2 | 15/12/2010 | Рука        | Акробатика | Золото    |
| 3 | 04/12/2010 | Рука        | Акробатика | Золото    |
| 4 | 06/03/2010 | Буковель    | Акробатика | Золото    |
| 5 | 05/03/2010 | Буковель    | Акробатика | Срібло    |
| 6 | 06/03/2004 | Ленцерхайде | Акробатика | Золото    |
| 7 | 06/03/2004 | Ленцерхайде | Акробатика | Срібло    |

Подіуми на етапах КПА
| № | Дата       | Місце           | Дисципліна | Результат |
| - | ---------- | --------------- | ---------- | --------- |
| 1 | 06/02/2004 | Фортріс-Маунтін | Акробатика | Срібло    |
| 2 | 08/01/2011 | Монт-Габріел    | Акробатика | Бронза    |
| 3 | 09/01/2011 | Монт-Габріел    | Акробатика | Срібло    |